# Зимницы (сельское поселение село Бутчино)
Зимницы — деревня в Куйбышевском районе Калужской области России. Входит в состав сельского поселения «Село Бутчино».

## География
Расположена на реке Серебрянка, при её впадения в Луженку.

## История
Возникла в составе Бутчинской волости Жиздринского уезда Калужской губернии между 1795 и 1811 гг. путём переселения части крестьян д. Лужница той же волости.

## Население
| 1811 | 1896 | 1913  | 2002 | 2010 |
| ---- | ---- | ----- | ---- | ---- |
| 207  | ↗807 | ↗1246 | ↘189 | ↘156 |

## Инфраструктура
Личное подсобное хозяйство.

## Транспорт
Деревня стоит на автодороге регионального значения 29К-014 «Киров — Бетлица». Остановка общественного транспорта «Зимницы».